# 8060 Anius
8060 Anius è un asteroide troiano di Giove del campo greco. Scoperto nel 1973, presenta un'orbita caratterizzata da un semiasse maggiore pari a 5,1927883 UA e da un'eccentricità di 0,0910764, inclinata di 7,08321° rispetto all'eclittica.
L'asteroide è dedicato ad Anio, padre delle tre Oinotrope rapite da Agamennone per nutrire l'esercito greco.